# أولاف زاير
اولاف ساير (بالألمانية: Olaf Seier) (25 نوفمبر 1958 بروستوك في ألمانيا - ) هو لاعب كرة قدم ألماني (وحمل سابقاً جنسية ألمانيا الشرقية) في مركز الوسط. لعب مع دينامو برلين ونادي كاراكاس ويونيون برلين و1. FC Lübars ‏ و وWeißenseer FC ‏.

## وصلات خارجية
- أولاف زاير على موقع قاعدة بيانات كرة القدم.إي يو (الإنجليزية)
- أولاف زاير على موقع بيانات كرة القدم. دي إي (الألمانية)
- أولاف زاير على موقع عالم كرة القدم.نت (الإنجليزية)